# هواوی میت ۸
هواوی میت ۸ (انگلیسی: Huawei Mate 8) یک تلفن هوشمند اندرویدی بالا رده از سری میت است که توسط شرکت هواوی ساخته شده‌است. این گوشی در ۲۶ نوامبر ۲۰۱۵ در چین عرضه شد و در سه ماههٔ اول ۲۰۱۶ نیز در بازارهای جهانی عرضه شد.